# سیوگوت
سیوگوت (به لاتین: Syugut) یک منطقهٔ مسکونی در روسیه است که در داغستان واقع شده‌است.